# 桑原和男
桑原 和男（くわばら かずお、1936年〈昭和11年〉2月23日 - 2023年〈令和5年〉8月10日）は、日本のお笑いタレント、喜劇俳優。福岡県小倉市（現：北九州市）出身。本名：九原 一三（くはら かずみ）。吉本新喜劇の座員として吉本興業に所属し、一時は座長も務めた。座長退任後は専科や若手育成も兼ねた座長格の主演、重鎮クラスなどの形で出演し、生き字引のような存在で吉本新喜劇を支え続けた。

## 来歴
1955年に地元の常磐高等学校を卒業。教師を志望していたため福岡の教育大学を受験し、その後夢路いとし・喜味こいしに師事する。初舞台は1956年で、「原あち郎・こち郎」の芸名で漫才の舞台に立った。漫才脚本家秋田實が立ち上げた劇団「宝塚新芸座」に所属した後、漫才活動を経て、1961年、吉本新喜劇の前身「吉本ヴァラエティ」に入団する。一時期、新喜劇の名座長として知られる平参平と「平参平・源五郎（みなもと ごろう）」名義でコンビを組んだり、中之島大学と「中之島大学・小学」名義でコンビを組んだりして地方興行に出演していたこともある。
1969年に吉本新喜劇の座長に昇格した後、1972年からは座長経験者が後進へ道を譲るために設置されていた「専科」に入り、主に脇役として平参平や原哲男らと共に新喜劇の黄金時代を支えた。
1989年の「新喜劇やめよッカナ?キャンペーン」で岡八朗や花紀京など長く新喜劇を支えてきた同志が新喜劇を去ってゆく中、池乃めだかと共に重鎮クラスとして残留し、後に座長となる内場勝則ら若手の育成に尽力した。
座長時代までは普通の好青年役が多かったが、小柄でやさしい顔立ちであることから、専科入りして以降は、母親役やおばあさん役といったいわゆる女形を務めるようになった。『吉本コメディ』（讀賣テレビ放送）でも、主演のコメディNo.1、木村進、間寛平と共演する際は決まって女装姿で登場し、原哲男と夫婦役を務めることが多かった。このころは、警官や番頭など男役を演じることもまだ少なくなかったが、近年ではおばあさん役（舞台上での役名は桑原和子）以外で出演することは極めて稀であり、公式プロフィール写真もおばあさん役に扮したものが使われていた。ばってん荒川と並び、男性芸人でおばあさん役をやらせたら右に出るものはいないと称されるほど、桑原のおばあさん役は新喜劇ファンならずとも関西ではお馴染みのキャラクターとなっていた。
阪神・淡路大震災が発生した際、吉本興業は直ちに全ての所属芸人の安否確認を行ったが、桑原のみ連絡がつかず、一時は消息不明かと報道された。
2000年7月に急性心筋梗塞を患い、一時休養していたが、同年12月に復帰している。
2016年に80歳を超えるも精力的に活動を続けていたが、82歳となった2018年5月に体調不良により出演予定だった定期公演を休演。以降のスケジュールも全てキャンセルとなり休養に入った。
その後は同年9月に開催された「コヤブソニック2018」で4か月ぶりに舞台復帰。2019年3月には吉本新喜劇60周年記念の特別公演「60周年だよ！よしもと新喜劇」に出演し久しぶりにNGKの舞台に登場した。9月には前年に続き「コヤブソニック2019」に出演。10月には神戸市での地方巡業公演に2日間出演し、体調に配慮しながらの活動を続けていた。
2023年8月10日、老衰のため神戸市内の病院で死去。87歳没。生前最後の舞台出演は2020年10月の「よしもと大笑い祭り寄席」であり、その後も2022年11月になんばグランド花月に来場し、車椅子で新喜劇を観覧していた。

## ギャグ
- 女性役（おばあさん役）で出演することが多く、たまに男性の役で出演すると「いつも、おばあちゃんの役が多いやろ」とツッコミを入れられ、「ほな、俺はおばあちゃんのかっこをして出なアカンのか!」とキレたり、自ら「今日は男役で…」と言ったりもする。
- やたら前方に傾いた姿勢で登場し、玄関など入口の前に辿り着くとピンと背筋を伸ばして(普通に歩いて登場することもある)「ごめんください！『どなたですか』（一例：◯◯◯(共演者)の母です）…『お入りください』、ありがとう」と一人で会話する。最近は「ありがとう」の代わりに「サンキュウ」と言ってツッコまれるパターンもある。

もともとは桑原が座長時代に夫婦の夫役で出演し、「ただいま」と台詞を発した際、妻役の女優が「お帰りなさい」と言って出てくるという段取りを忘れて芝居が止まってしまったため、桑原一人で「お帰りなさい、ありがとう」とアドリブを言ったところ、大ウケしたのがこのギャグの由来であるという。
「ありがとう」の前に「お入りください」ではなく、別の言葉を使うこともある（例:「『ま〜あんたきれいやわ〜』。…ありがとう」）
登場シーンで、舞台となる場所に入る時に使うギャグである。
「ごめんください」の後で「やめとこ」と途中で止めるパターンや、「やめとこ」と言った後に結局続けるパターンもある。
その後、「挨拶がバラバラじゃないですか」とツッコまれると、「うん、せやから『バラバラ和子』いうねん」とボケて「桑原やろ?」とツッコまれることもある。最近では、（共演者）「みんなバラバラに言ってしまいましたよ」→（桑原）「バラバラ? 私、桑原」→（共演者）「シャレはええから」とツッコまれるパターンも見受けられる。
家族役の共演者も同じ流れで後に続くことがある。（桑原）「ごめんください、どなたですか、向かいの家の桑原和子と」→（共演者1）「長男の○○と」→（同2）「嫁の○○と」→（同3）「長女の○○」→（桑原）「…がやってまいりました。お入りください。ありがとう」（「ありがとう」は全員揃って言う場合もある）。
『低燃費少女ハイジ』では、河本準一が声を担当したアルムおんじがハイジをクララのお屋敷に迎えに来た時に「ハイジを迎えに来ました。どなたですか? おんじです。お入りください。ありがとう」と言うという、このギャグをパロディ化したセリフがある。
- シャドーボクシング

登場時の挨拶に引き続いて行われることがある。
桑原「もう、お母ちゃんはこんなに元気やねん」と、軽快なステップでシャドウボクシングをするが…
桑原「う…な、何やこれ…あ、う、う…」と、胸の辺りを押さえて崩れ落ちる。
周りの人「お母ちゃん、大丈夫か!?」
桑原「別に」と言ってスッと立ち上がり、引き続きシャドーボクシングに勤しむ（この際、マドンナ役にセクハラを働くこともある）。
- 「ひとえにあの方のおかげです。そうですあの方です。神様、神様〜（切々と状況について語る。途中で吉本のギャラの支払いの悪さを暴露し、終盤では観客や視聴者への感謝を述べるのがお約束）〜ご清聴ありがとうございました」という一人芝居（BGMは、パブロ・デ・サラサーテ作曲の『ツィゴイネルワイゼン』）。

特にこの芸は、テレビおいて正月・特番に披露されることが多い。このギャグは現在の新喜劇では重鎮の中でも特別な存在である桑原でなければ成立しないギャグである。かつて木村進がこのネタをやったことがあるが、音声さんが音楽を流さず、さらに炭坑節が流れて舞台全員が踊るというギャグになった。
「新喜劇やめよっかナ!?キャンペーン」で加入した今田耕司らが新喜劇を卒業した時は、このギャグを援用して卒業者一人ひとりを称えている。新喜劇中でも特別な場面や重要な場面でのみ使われるギャグである。
ほとんどは新喜劇のラストにこのギャグをやって、全員がコケて、劇が終わる、というパターンである。ただし、2002年の間寛平芸能生活30周年を記念した『帰ってきたあっちこっち丁稚』では、桑原の出番が劇の途中のみだったため、劇のラストではなく、自分の出番の最後にこのネタを披露した。
- 下着に取りつけた乳房を出して自分で揉みだす一人芝居。原哲男が加わる場合や、茂造じいさんが背後から揉んで2人で「ガクッ」っとうな垂れるパターンもある（1人で変な想像をし、悶絶して「ガクッ」と倒れるパターンもまれにある）、このほか、男性共演者に襲いかかって乳房を口にねじ込む“逆セクハラ”バージョンもある。かつてはマドンナに乳房を見せ、「こんなこともできるのよ」と左右の乳房同士を結んだり解いたりした上で、さらには「比べてみましょう」とマドンナにも乳房を出すことを促して「なに言うてんの!」とツッコまれるパターンもあった（山田スミ子相手によく演じられた）。
- 「みぞおちに汗が…」と言いながら服の下から乳を出して汗を拭く。乳を出して汗を拭く中、冷めた表情で見ている共演者に対し｢見ないで!｣と叫ぶ。この時、共演者から「あなたが勝手に出したんだから、しまってください」とツッコまれると、乳房の先端をズボンに挟む形でしまう。相手側から「挟んでて痛くないのか?」と聞かれると、「神経死んどりまんねん」と返す。

以前、この作り物の乳房（通称：垂れ乳）を電車の網棚に置き忘れたことがあるが、未だに見つかっていない。また、家の近くを通る電車の利用者から「ベランダに変な垂れ乳が干してある」と「探偵!ナイトスクープ」に調査依頼が来たことがある。
- 突然、男言葉や小倉弁でしゃべり出し、男物のパンツを見せたり、マドンナ役の女優に無理矢理のキスを迫ろうとしたりなどする（この時、マドンナから「（やめて）おばちゃん!」と言われると、「いや、今はただのおっさんや…」と返す）。その際に股間が広がっていることもあり、これを見た辻本茂雄からは「あれじゃ『クワバラ』じゃなくて『セクハラ』やな」と言われた。男言葉になるのはマドンナに「クソババァ！」などと罵倒された時にしばらく間をおいて「お前俺を舐めとんのか…」と静かにキレながら返すパターンから始まる場合もある。その後にマドンナに「お前、俺の女になれ！」と上記のように迫る。
- 男言葉を話していることを指摘されると、「両方いける」「どっちゃでもいける」「今は、ただのおっさんや」と返す。股間を広げている際に「男になっとるがな!」「男に戻ってる!」といったツッコミを受けると、慌てて元の「和子のおばちゃん」に戻る。
- 「見よ!の決意（＝ケツ意）」（その後、尻を突き出しながら歩いて舞台袖に立ち去る）
- 「ウレチーな、ウレチーな」（と言ってはしゃぐ）
- 喧嘩になったり駄々をこねる時、足を投げ出して座りバタバタさせたり、右手で子供のように叩きながら「ブツぞ、ブツぞブツぞ、ブツぞ…」
- 「私はここに住んでる八千草薫と申します」（それを聞いて相手が驚いたのを見て、すぐ）「八千草薫!…のファン、桑原和子」と言い直す。八千草薫を常用しているが、その時流行りの女優や女性タレント、女性有名人の名前を名乗ることもある。
- 劇中で死んだふりをしてる時、右手を上がって、右手を押し倒したら左手が上がって、両手を押さえたら下半身が上がって、下半身を押さえたら、上半身が起き上がり、上半身を押さえたら両手と下半身が上がり、共演者が「死後硬直が始まりました」と言って誤魔化す。
- ヤクザや強盗が椅子や机を蹴った後、自分も怒りながら椅子や机を蹴り、ヤクザや強盗に組長のような振る舞いをする。
- ヤクザや強盗に立ち向かうが目の前で拳銃やナイフを突きつけられた時、叫びながら相手を叩き(基本は両手で胸のあたりを叩くのだが、稀に片手で叩くこともある。)「怖かった〜！」と叫び、人差し指を加えながら「パパ〜！(ママ〜！)」と共演者にすがり、「誰がパパ(ママ)やねん！」とツッコミが入る。
- ヤクザや強盗を懲らしめようとする時に「私はただのおばはん（ババァ）とちゃうよ」と言い、相手が「そしたらどんなおばはん（ババァ）やねん」とツッコまれると、それに対して「家に帰ったら男やで」と返す。
- 劇終盤、事態が丸く収まった際に「12時はどうなる…いや、一時はどうなることかと思った」と言う。
- 島木譲二が熊ネタを披露する時、一人でスキージャンプやトビウオなどの不自然な体勢を取り、死んだふりをする。この後、島木から「おばあさん（おばはん）、何ちゅうカッコ（おかしなスタイル）して死んだフリしとんねん」というツッコミが入る。
- 主役の結婚話に入ると「私はどう?」と共演者に迫る。「いらんわ! おばちゃんな、もう（生理が）上がってんねん!」と言われると、「それがね…最近下がってきたのよ」「まだまだ賞味期限は切れてません!」と返す。さらに「おばちゃんな、もう腐っとんねん!」と言われると、「腐ってるんやないの! 完熟って呼んで! 食べる?」と返して誘惑する。
  - このほか、辻本茂雄がバケツを叩きながら「たれち〜〜〜〜ち〜〜〜〜〜」とバナナ・ボート風に歌い、桑原が台に上がって垂れ乳を出し、最後に土下座で終わるバージョンもある（これには烏川耕一や安尾信乃助なども加わる）。他の共演者から「何やってんねん!」とツッコまれると、辻本は「只今の時間は乳神様（もしくは垂れ乳の神様）へのお祈りの時間でございます」とボケる（主にマドンナのお見合いを妨害する場面などで使われる）。
  - ちなみに、烏川耕一に対して行われる「ひょっと〜〜〜〜こ〜〜〜〜〜」も、これとまったく同じ要領のギャグである。この場合は烏川が口笛を吹き、それに対して辻本らが「ひょっとこの神様が怒った」とはやし立てる。
- 桑原がマドンナの吐き気を見つけて妊娠と判断し、「あ、つわり」と言うと全員が座る。桑原自身のギャグではないが、おばあさん役でありギャグ担当でもある桑原の一声なしではこの場面は発生しない。最近は使われないギャグである。
- 池乃めだかの「小さいおっさん」のノリツッコミと同じパターンで、吉田ヒロに「ヘンなおばはん〜、ヘンなおばはん〜、おっさんみたいなヘンなおばはん〜」とネタを振られ、めだかと同じようなノリツッコミをやったことがある。
- 退場する際、「じゃあ…」と言って股を広げ、腰を低くする。相手が戸惑って「何ですか?」と聞くと、「…（股とかけて）また」と言う。シレッと去ると、相手から「ダジャレかい!」とツッコまれる。

## 受賞歴
- 1992年 - 上方お笑い大賞金賞

## 出演

### テレビ番組
- よしもと新喜劇（毎日放送系列） - 不定期出演
- くろしおの恋人たち - 三田 役
- 水戸黄門第28部第19話「千両箱で町おこし」 - 佐兵衛（旅籠の番頭役）[6]

### 映画
- ゴー!ゴー!若大将（1967年、東宝） - ダンプカーの運転手助手 役
- てなもんや幽霊道中（1967年、東宝） - 芝居小屋の客 役

### CM
- 樋屋製薬 樋屋奇応丸（1985年）
- サカイ引越センター
- リクルート『フォレント』
  - このCMでは、「ごめん下さい、どなたですか? 賃貸不動産の『フォレント』です。…ありがとう」と言っている。
- ブルドックソース[7]
  - おばちゃん姿（「桑原和子」）で、「う〜れちぃな、うれちぃな〜。うれちぃな〜♪」と歌っている。ブルドックお好み焼きソース
- 金鳥サッサ[8][9][10]
  - おばちゃん姿（「桑原和子」）のままで、「婆のお乳が揺れる時〜、金鳥サッサが埃取る〜。婆のお尻が揺れる時〜、金鳥サッサが艶を出す〜」と歌っている。
- ミスタードーナツ（2001年）
- 皇潤（2009年）[11]